# Ожехувко (Куявсько-Поморське воєводство)
Ожехувко (пол. Orzechówko) — село в Польщі, у гміні Ринськ Вомбжезького повіту Куявсько-Поморського воєводства.
Населення — 310 осіб (2011).

## Демографія
Демографічна структура станом на 31 березня 2011 року:
|          | Загалом | Допрацездатний вік | Працездатний вік | Постпрацездатний вік |
| -------- | ------- | ------------------ | ---------------- | -------------------- |
| Чоловіки | 147     | 28                 | 112              | 7                    |
| Жінки    | 163     | 37                 | 97               | 29                   |
| Разом    | 310     | 65                 | 209              | 36                   |